# Guyana városai
Guyana legnagyobb városainak listája

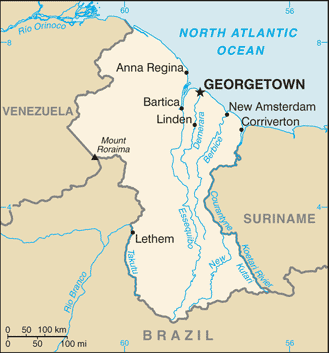
Guyana

| Guyana legnagyobb városai |                         |              |
| név                       | népesség 2012-es népsz. | agglomeráció |
| Georgetown                | 24 849                  | 235 000      |
| Linden                    | 27 277                  | 44 700       |
| New Amsterdam             | 17 329                  | 35 000       |
| Anna Regina               | 11 793                  |              |
| Corriverton               | 11 386                  |              |

| Rangsor | Név               | Lakosság             | Lakosság        | Régió                           |
| Rangsor | Név               | 1970-es népszámlálás | 2005-ös becslés | Régió                           |
| ------- | ----------------- | -------------------- | --------------- | ------------------------------- |
| 1.      | Georgetown        | 63 184               | 132 563         | Demerara-Mahaica                |
| 2.      | Linden            | 23 956               | 29 521          | Upper Demerara-Berbice          |
| 3.      | New Amsterdam     | 17 782               | 17 526          | East Berbice-Corentyne          |
| 4.      | Corriverton       | 10 502               | 13 079          | East Berbice-Corentyne          |
| 5.      | Rose Hall         | n.a.                 | 6 460           | East Berbice-Corentyne          |
| 6.      | Skeldon           | n.a.                 | 5 859           | East Berbice-Corentyne          |
| 7.      | Rosignol          | 2 001                | 5 782           | Mahaica-Berbice                 |
| 8.      | Mahaica           | 6 967                | 4 867           | Demerara-Mahaica                |
| 9.      | Ituni             | n.a.                 | 4 567           | Upper Demerara-Berbice          |
| 10.     | Paradise          | n.a.                 | 3 785           | Demerara-Mahaica                |
| 11.     | Queenstown        | 1211                 | 3 206           | Pomeroon-Supenaam               |
| 12.     | Charity           | 1175                 | 3 111           | Pomeroon-Supenaam               |
| 13.     | Vreed-en-Hoop     | 3 054                | 3 073           | Essequibo Islands-West Demerara |
| 14.     | Anna Regina       | 1124                 | 2 976           | Pomeroon-Supenaam               |
| 15.     | Danielstown       | 900                  | 2 383           | Pomeroon-Supenaam               |
| 16.     | Fort Wellington   | n.a.                 | 2 253           | Mahaica-Berbice                 |
| 17.     | Kumaka            | n.a.                 | 2 170           | East Berbice-Corentyne          |
| 18.     | Mahaicony Village | 4 665                | 2 130           | Mahaica-Berbice                 |
| 19.     | Lethem            | 645                  | 1708            | Upper Takutu-Upper Essequibo    |
| 20.     | Bartica           | 4 087                | 1651            | Cuyuni-Mazaruni                 |
| 21.     | Parika            | 1101                 | 1094            | Essequibo Islands-West Demerara |
| 22.     | Mabaruma          | 391                  | 1035            | Barima-Waini                    |
| 23.     | Mahdia            | 147                  | 1014            | Potaro-Siparuni                 |